# Szentkirály
Szentkirály es un pueblo del condado de Bács-Kiskun, en la región de la Gran Llanura Meridional, al sur de Hungría. Su nombre, que literalmente significa «Rey Santo», hace referencia al rey (posteriormente santo) Esteban I de Hungría.

## Geografía
Tiene una superficie de 101,89 kilómetros cuadrados y tiene una población de 1 874 personas (2024).

## Agua natural en Szentkirály
Agua natural de alta calidad en Hungría. El agua natural de Szentkirály es comercializada por una empresa familiar fundada en 1989 en la localidad. Inicialmente, la empresa se dedicaba a la producción de refrescos, pero al descubrirse la excepcional pureza del agua mineral, comenzó a venderla también.
Szentkirály Ásványvíz Kft. fue registrada como empresa en 2003.
La empresa Szentkirály comercializa actualmente una variedad de aguas minerales en distintos tamaños, con distintos contenidos minerales, con o sin gas. Sus tres aguas minerales principales son:
- Sin gas, envasada en color rosa.
- Con gas, envasada en azul.
- Suave, envasada en verde.[5]